# Estadio Agustín „Muquita” Sánchez
Estadio Agustín „Muquita” Sánchez to wieloużytkowy stadion znajdujący się w mieście La Chorrera w Panamie. Na tym stadionie swoje mecze rozgrywa drużyna piłkarska San Francisco F.C. Stadion posiada 3000 miejsc siedzących.